# Tupiperla tessellata
Tupiperla tessellata är en bäcksländeart som först beskrevs av Brauer, F. 1868.  Tupiperla tessellata ingår i släktet Tupiperla och familjen Gripopterygidae. Inga underarter finns listade i Catalogue of Life.